# Paula Gosling
Paula Gosling, född 12 oktober 1939 i Detroit i Michigan, är en amerikanskfödd författare av kriminallitteratur.
Gosling har bott i Storbritannien sedan 1964. Hon började sin författarkarriär som copywriter och gav ut sin första roman, A Running Duck, 1974. Romanen vann John Creasey Award för årets bästa debutroman. Boken blev 1986 filmatiserad som Cobra med Sylvester Stallone i huvudrollen. Den har även filmatiserats 1995 som Fair Game med Cindy Crawford och William Baldwin i huvudrollerna. Hon har även mottagit the Gold Dagger för Monkey Puzzle 1985.

### Jack Stryker-serien
- Monkey Puzzle (1985)
- Backlash (1989)
- Ricochet (2002)

### Luke Abbott-serien
- The Wychford Murders (1986)
- Death Penalties (1991)

### Blackwater Bay-serien
- The Body in Blackwater Bay (1992)
- A Few Dying Words (1993)
- The Dead of Winter (1995)
- Death and Shadows (1998)
- Underneath Every Stone (2000)

### Andra romaner
- A Running Duck (1974) (även utgiven som Fair Game)
- The Zero Trap (1979)
- Loser's Blues (1980) (även utgiven som Solo Blues)
- Mind's Eye (1980) (skriven under pseudonymen Ainslie Skinner) (även utgiven som The Harrowing)
- The Woman in Red (1983)
- Hoodwink (1988)
- Cobra (1999)
- Tears of the Dragon (2004)

### Utgivet på svenska
- Villebråd (A running duck) (översättning Eva Mazetti-Nissen, Wahlström & Widstrand, 1980)
- Blues för vänster hand (Loser's blues) (översättning Nille Lindgren, Wahlström & Widstrand, 1983)

## Priser och utmärkelser
- The New Blood Dagger 1979 för A Running Duck
- The Gold Dagger 1985 för Monkey Puzzle

## Fotnoter
1. ↑  ČSFD person-ID: 218261, läst: 9 oktober 2017.[källa från Wikidata]
2. ↑  Google Books, Google Books-ID: fYMoGwAACAAJ, läs online och läs online.[källa från Wikidata]
3. ↑  läs online, www.mysteryfile.com .[källa från Wikidata]
4. ↑  läs online, www.jinni.com .[källa från Wikidata]